# Woiwodschaft Toruń

Lage der Woiwodschaft Toruń

Die Woiwodschaft Toruń war in den Jahren 1975 bis 1998 eine polnische Verwaltungseinheit, die im Zuge einer Verwaltungsreform in der heutigen Woiwodschaft Kujawien-Pommern aufging. Hauptstadt war Toruń.
Bedeutende Städte waren (Einwohnerzahlen von 1995):
- Toruń (204.300)
- Grudziądz (102.900)
- Brodnica (27.400)
- Chełmno (22.000)